# Bücherlmühle
Bücherlmühle ist ein Ortsteil der Gemeinde Tiefenbach im Oberpfälzer Landkreis Cham in Bayern.

## Geographische Lage
Die Einöde Bücherlmühle liegt etwa zwei Kilometer südlich von Tiefenbach am westlichen Hang des Tales der Bayerischen Schwarzach.

## Geschichte
Die Bücherlmühle wurde 1826 gegründet. Ihre Besitzer wohnten vorher in Irlach, zogen aber wegen der vielen Feuersbrünste, die Irlach plagten, hinaus und siedelten sich 2 km nordöstlich von Irlach an.
Bücherlmühle gehörte zur Landgemeinde Irlach.
1845 wurde Bücherlmühle mit einem Haus und fünf Einwohnern verzeichnet.
Zum Stichtag 23. März 1913 (Osterfest) wurde Bücherlmühle als Teil der Pfarrei Tiefenbach mit einem Haus und zwei Einwohnern aufgeführt.
Am 31. Dezember 1990 hatte Bücherlmühle 3 Einwohner.